# Miramar (Figuerola del Camp)
Miramar és un nucli de població de Figuerola del Camp, a l'Alt Camp. Situat al vessant est de la Serra de Miramar, a uns 670 m d'altitud, s'hi accedeix des de la carretera N-240, entre Valls i Montblanc, o pel GR 7.
El poble va originar-se a l'entorn d'un castell actualment desaparegut. L'estructura original de les cases, i de l'església, era la de construccions de caràcter fortificat, d'esquena a l'exterior, amb els murs disposats com una muralla. Miramar, juntament amb Figuerola, pertanyia al castell de Prenafeta durant els segles XII i xiii.
A finals del segle xiii, el 1271, Berenguer de Puigverd donà aquestes poblacions al monestir de Poblet. Miramar apareix documentat al llarg del segle xiv com a depenent de Poblet. El 1367 Pere el Cerimoniós l'incorporà a la corona, i el 1414 Ferran d'Antequera el tornà a vendre a Poblet.
El lloc de Miramar havia arribat a tenir 162 habitants el 1867, i des del 1857 tenia alcaldia pedània, però al llarg del segle XX es produí un procés constant de despoblament que en l'actualitat ha convertit el poble en un nucli gairebé deshabitat, excepció feta de l'estiu, ja que algunes cases s'han adaptat com a segona residència. Hi ha un refugi de muntanya, i és un centre d'atracció excursionista.
Del castell, que va ser el centre de l'origen del poble, sols en resta, com a únic vestigi, la roca que suporta l'esglesiola que fa una represa a l'altra banda del cementiri abandonat. Amb tot cal tenir en compte que tots els edificis del poble constituïen la defensa amb les seves esquenes a l'exterior, els murs fent de muralla i els portals oberts dins el poblat.
Les cases del poble estan penjades de la muntanya, mirant al mar, d'aquí el seu nom. N'és destacable l'església romànica de Sant Mateu, amb un altar dedicat al patró dels excursionistes, Sant Bernat de Menthon.